# Fatwah
Fatwah è una città dell'India di 38.362 abitanti, situata nel distretto di Patna, nello stato federato del Bihar. In base al numero di abitanti la città rientra nella classe III (da 20.000 a 49.999 persone).

## Geografia fisica
La città è situata a 25° 31' 0 N e 85° 19' 0 E e ha un'altitudine di 48 m s.l.m..

## Società

### Evoluzione demografica
Al censimento del 2001 la popolazione di Fatwah assommava a 38.362 persone, delle quali 20.598 maschi e 17.764 femmine. I bambini di età inferiore o uguale ai sei anni assommavano a 6.462, dei quali 3.414 maschi e 3.048 femmine. Infine, coloro che erano in grado di saper almeno leggere e scrivere erano 20.265, dei quali 12.445 maschi e 7.820 femmine.